# روفاسقا
روفاسقا (به اسپانیایی: Ruphasqa) یک کوه در پرو است که در Peru, Lima Region واقع شده‌است. روفاسقا ۵٬۰۰۰ متر بالاتر از سطح دریا واقع شده‌است.